# Соколов, Цветан
Цветан Соколов (болг. Цветан Соколов, род. 31 декабря 1989 года, Дупница, Болгария) — болгарский волейболист, диагональный клуба «Халкбанк».

## Биография
Соколов родился в городе Дупница (Болгария). В родном городе начал заниматься футболом, но из-за лишнего веса был отчислен из футбольной школы, после чего занялся волейболом в «Марек Юнион-Ивкони», профессиональной команде которой он начал профессиональную карьеру .
В 2008 году Цветан подписал контракт с действующим клубным чемпионов Европы «Трентино», а в 2011 году диагональный продлил договор на 5 лет. В сезоне 2012/2013 Соколов выступал за «Кунео», с которым он дошел до финала Лиги чемпионов, где итальянская команда уступила новосибирскому «Локомотиву» (2:3). В 2013/2014 игрок вернулся в «Трентино» и выиграл Суперкубок Италии.
В сезоне 2014/2015 Соколов подписал контракт с турецким «Хальбанк», в составе которого болгарин выиграл Кубок и Суперкубок Турции. В 2016 году он подписал контракт с итальянским «Кучине-Лубе», за который выступал в течение трех сезонов.
В 2019 году Цветан перебрался в казанский «Зенит». С 2020 года диагональный выступает за московское «Динамо», с которым дважды подряд выиграл чемпионат страны, а также Кубок России, Суперкубок России и Кубок ЕКВ. Соколов стал лучшим бомбардиром и лучшим диагональным «Финала шести» чемпионата России-2021/22.
Сборная
Соколов дебютировал за сборную Болгарии в 2007 году и стал бронзовым призером чемпионата Европы 2009 года. Объявил о зваершении карьеры в сборной в октябре 2023 года, после возвращения с олимпийского отборочного турнира, через который Болгария не попала на Олимпиаду-2024.

#### Личная жизнь
В 2014 году Соколов женился на Деляне Христовой, а 27 октября 2014 году у них родились близнецы Никола и Виктор.

## Достижения
- Победитель Лиги чемпионов (2009, 2010, 2019)
- Обладатель Кубка ЕКВ (2020/21)
- Победитель клубного чемпионата мира (2009, 2010, 2011)
- Чемпион Италии (2011, 2017, 2019)
- Чемпион Турции (2016)
- Обладатель Кубка Италии (2010, 2012, 2017)
- Обладатель Кубка Турции (2015)
- Обладатель Суперкубка Турции (2014, 2015)
- Серебряный призёр Лиги чемпионов (2013, 2018)
- Серебряный призёр клубного чемпионата мира (2017, 2018)
- Серебряный призёр чемпионата Италии (2010, 2012)
- Серебряный призёр чемпионата Турции (2015)
- Бронзовый призёр Лиги чемпионов (2012, 2017)
- Бронзовый призёр клубного чемпионата мира (2019)
- Чемпион России (2021, 2022)
- Серебряный призёр чемпионата России (2023, 2024)
- Обладатель Кубка России (2019, 2020, 2024)
- Финалист Кубка России (2021, 2023, 2025)